# Odrisamer Despaigne
Odrisamer Despaigne Orue (né le 4 avril 1987 à La Havane, Cuba) est un lanceur droitier qui a évolué dans la Ligue majeure de baseball de 2014 à 2019.

## Carrière

### Cuba
Odrisamer Despaigne joue pendant 8 saisons pour Industriales, un club de la Serie Nacional de Béisbol basé à La Havane, à Cuba. Le lanceur y remporte un total de 61 victoires contre 43 défaites en 213 matchs, avec 684 retraits sur des prises, 390 buts-sur-balles accordés à l'adversaire, et une moyenne de points mérités de 3,55.
Aligné avec l'équipe nationale cubaine, Despaigne fait partie de l'effectif envoyé à la Classique mondiale de baseball 2013, mais n'apparaît dans aucun match de la compétition. Au début de l'été 2013, Despaigne accompagne l'équipe cubaine en Europe pour le Tournoi World Port mais, selon Granma, l'organe de presse officiel du régime communiste cubain, profite d'une escale à l'aéroport de Paris-Charles-de-Gaulle, en France, pour faire faux bond à ses coéquipiers qui attendent leur embarquement vers les Pays-Bas. Après avoir fait défection, l'athlète de 26 ans s'établit en Espagne puis gagne le Mexique pour reprendre l'entraînement.

### Padres de San Diego
En mai 2014, il signe un contrat des ligues mineures avec les Padres de San Diego de la Ligue majeure de 
baseball et reçoit un boni à la signature d'un million de dollars US. Les Padres ignorent alors si Despaigne, lanceur partant dans son pays d'origine, sera employé dans ce rôle par la franchise du baseball majeur, ou plutôt en longue relève. Dans les mineures, Despaigne est utilisé uniquement comme partant et effectue deux départs pour les Missions de San Antonio, au niveau Double-A, puis 5 pour les Chihuahuas d'El Paso dans le Triple-A avant d'obtenir un premier rappel dans les majeures.
Le lanceur droitier fait des débuts de qualité dans le baseball majeur comme lanceur partant des Padres lors d'une visite aux Giants de San Francisco le 23 juin 2014. Il blanchit alors l'adversaire pendant 7 manches et espace bien 4 coups sûrs pour mériter une première victoire.
En 16 départs en 2014, il maintient une moyenne de points mérités de 3,36 en 96 manches et un tiers lancées. Sa saison 2015 avec les Padres est beaucoup plus difficile, sa moyenne gonflant à 5,80 en 125 manches et deux tiers lancées lors de 18 départs et 16 présences en relève.

### Orioles de Baltimore
Le 4 février 2016, San Diego échange Despaigne aux Orioles de Baltimore contre le lanceur droitier des ligues mineures Jean Cosme.